# USS Porter (DD-356)
USS Porter (DD-356) – amerykański niszczyciel (lider) z okresu II wojny światowej, wiodąca jednostka typu Porter. Budowany od grudnia 1933 roku, wszedł do służby w US Navy 25 sierpnia 1936 roku.
Służył na Pacyfiku, od końca 1941 roku bazując w Pearl Harbor. Był w morzu podczas japońskiego ataku 7 grudnia. Od października 1942 roku operował w rejonie Wysp Salomona, biorąc udział w walkach w rejonie Guadalcanalu. Został zatopiony 26 października 1942 roku podczas bitwy koło wysp Santa Cruz.

## Projektowanie i budowa
Pod koniec lat 20. XX wieku w Stanach Zjednoczonych prowadzono prace koncepcyjne nad skonstruowaniem dużych niszczycieli, zdolnych do pełnienia roli przewodników flotylli. Podpisany w kwietniu 1930 roku traktat londyński ograniczył maksymalną wyporność niszczycieli na 1850 ton angielskich (ts) i taką graniczną wielkość przyjęto dla projektowanych jednostek. W maju 1932 roku stocznia New York Shipbuilding z Camden w stanie New Jersey przedstawiła szczegółowy projekt nowego typu niszczycieli, nazwanego typem Porter od nazwy pierwszej budowanej jednostki i otrzymała kontrakt na cztery okręty. Kolejne cztery miała wybudować stocznia Fore River w Quincy, należąca do koncernu Bethlehem Steel.
Stępkę pod pierwszy niszczyciel typu, który otrzymał sygnaturę DD-356, położono w Camden 18 grudnia 1933 roku. Wodowanie odbyło się 12 grudnia 1935 roku, a matką chrzestną okrętu została Carlile Patterson Porter. Jednostka otrzymała jako trzeci okręt amerykański nazwę „Porter” na cześć dwóch oficerów US Navy: ojca – komodora Davida Portera (1780–1843) – i syna – admirała Davida Dixona Portera (1813–1891). Przekazanie okrętu do służby w marynarce wojennej Stanów Zjednoczonych odbyło się 25 sierpnia 1936 roku w Filadelfii, a pierwszym dowódcą został komandor Forrest B. Royal.

## Opis konstrukcji
Jak wszystkie niszczyciele swojego typu, „Porter” miał stalowy, nitowany kadłub o klasycznym kształcie, z wzniesioną dziobówką i uskokiem na wysokości przedniego komina. Charakterystyczną cechą pierwotnego wyglądu okrętu były rozbudowane, wysokie nadbudówki i dwa trójnożne maszty. Przy długości całkowitej 116,2 m (113,4 m na konstrukcyjnej linii wodnej) i szerokości maksymalnej 11,3 m, projektowana wyporność standardowa wynosiła 1834 ts, pełna 2597 ts, a zanurzenie przy wyporności pełnej 3,96 m (po wojennych modernizacjach, gdy wyporność pełna wzrosła do ponad 2850 ts, zanurzenie maksymalne przekraczało 4,2 m). Projektowana załoga miała liczyć 194 oficerów, podoficerów i marynarzy; w późniejszym okresie, wraz ze wzmacnianiem małokalibrowego uzbrojenia przeciwlotniczego, liczebność załogi wzrosła.
Napęd okrętu stanowiły dwie, umieszczone w oddzielnych maszynowniach, turbiny parowe systemu Parsonsa, zasilane w parę przez cztery kotły wodnorurkowe Babcock & Wilcox i napędzające dwie śruby. Łączna moc siłowni wynosiła 50 000 shp i miała według projektu zapewnić uzyskanie prędkości maksymalnej 37 węzłów. Zapas 635 ton paliwa płynnego pozwalał na uzyskanie zasięgu maksymalnego 6500 mil morskich przy prędkości ekonomicznej 12 węzłów. Zasilanie w energię elektryczną zapewniały dwa turbogeneratory o łącznej mocy 400 kW oraz dwa awaryjne generatory wysokoprężne o mocy po 70 kW. Spaliny z kotłowni odprowadzane były przez dwa kominy.
Pierwotne uzbrojenie niszczyciela składało się z ośmiu armat Mk 12 kal. 127 mm w czterech podwójnych, nieopancerzonych wieżach artyleryjskich, rozmieszczonych w superpozycjach na dziobie i rufie. Podstawy Mk 22 nie były przystosowane do strzelania przeciwlotniczego. Do kierowania ich ogniem służyły dwa dalocelowniki optyczne Mk 35. Artylerię przeciwlotniczą stanowiły dwa czterolufowe zestawy armat automatycznych kal. 28 mm, po jednym za wieżą nr 2 i przed wieżą nr 3, oraz dwa pojedyncze wielkokalibrowe karabiny maszynowe typu Browning M2 kal. 12,7 mm, na platformie wokół tylnego komina. W chwili wejścia do linii okręt miał zainstalowane jedynie wkm-y, działa kal. 28 mm zamontowano na nim już w trakcie służby. Ponadto niszczyciel posiadał osiem wyrzutni torped kal. 533 mm w dwóch poczwórnych zestawach umieszczonych w osi symetrii na śródokręciu, z ośmioma torpedami zapasowymi. Do wykrywania okrętów podwodnych służył sonar typu QC, zaś ich zwalczanie umożliwiały dwie zrzutnie bomb głębinowych na rufie.
Jedyną większą modernizację w historii niszczyciela przeprowadzono jeszcze przed przystąpieniem Stanów Zjednoczonych do działań wojennych. Wobec nie najlepszej stateczności okrętu zdemontowano na nim ciężki trójnożny maszt rufowy z dalmierzem i platformą reflektorów, podobny przedni zastępując lżejszym masztem palowym. Na przednim kominie zainstalowano podwyższoną kapę, kierującą spaliny w kierunku rufy. Dotychczasowe zrzutnie bomb głębinowych wymieniono na nowe, dostosowane do cięższych bomb Mk 7, dodano też cztery burtowe miotacze bomb głębinowych. Okręt otrzymał również radary: artyleryjski Mk 3 i przeciwlotniczy typu SC. W odpowiedzi na doniesienia z europejskiego teatru działań wojennych wzmocniono przy okazji uzbrojenie przeciwlotnicze niszczyciela, instalując dodatkowo pięć działek automatycznych Oerlikon kal. 20 mm, z których trzy znalazły się na obniżonej nadbudówce rufowej obok poczwórnego zestawu dział kal. 28 mm, a dwa pozostałe na miejscach zajmowanych przez usunięte wielkokalibrowe karabiny maszynowe na platformie wokół tylnego komina. Według jednego ze źródeł oba zestawy dział kal. 28 mm zostały zastąpione dwulufowymi zestawami dział automatycznych Bofors kal. 40 mm.
Po wejściu do służby „Porter” miał powierzchnie pionowe pomalowane, podobnie jak inne niszczyciele US Navy, na kolor jasnoszary z dużymi numerami taktycznymi po obu stronach dziobu, białymi z czarnym cieniowaniem; zaś pokłady na kolor szaroniebieski morski. Po zakończeniu remontu w 1941 roku okręt został pomalowany według eksperymentalnego schematu (Measure) 1A: płaszczyzny pionowe kolorem morsko-szarym (ocean grey), pokłady dziobowy i główny niebiesko-szarym (haze grey). W 1942 roku otrzymał nowe malowanie: powierzchnie pionowe kolorem morsko-niebieskim (sea blue), pokłady niebieskim (weatherdeck blue).

## Przebieg służby
Po wejściu do służby „Porter” wypłynął w rejs próbny na wody północnoeuropejskie, a następnie w maju 1937 roku wziął udział w uroczystościach z okazji koronacji Jerzego VI odbywających się w St. John’s na Nowej Fundlandii. W okresie od czerwca do lipca tegoż roku przebywał na krótkim remoncie i konserwacji w Washington Navy Yard. W sierpniu został włączony w skład Floty Pacyfiku i po przepłynięciu Kanału Panamskiego dotarł do San Francisco 5 sierpnia. Został okrętem flagowym 2. Eskadry Niszczycieli (Destroyer Squadron – DesRon), bazującej w San Diego. Stamtąd operował do 1941 roku, gdy przeszedł modernizację w Mare Island Navy Yard. 1 października 1941 roku dotychczasowa 2 Eskadra, przebazowana do Pearl Harbor, została przemianowana na 5. Eskadrę. W jej skład wchodziły wówczas: 9 Dywizjon (Destroyer Division – DesDiv) z niszczycielami „Mahan”, „Drayton”, „Lamson” i „Flusser” oraz 10 Dywizjon z niszczycielami „Cushing”, „Perkins”, „Smith” i „Preston” (wszystkie należące do typu Mahan).
5 grudnia 1941 roku „Porter” opuścił Pearl Harbor w eskorcie lotniskowca „Lexington”, mającego dostarczyć samoloty myśliwskie na Midway i uniknął w ten sposób japońskiego ataku na bazę w dwa dni później. Przez następne miesiące „Porter” pełnił służbę patrolową i konwojową pomiędzy Hawajami a zachodnim wybrzeżem Stanów Zjednoczonych. Od połowy sierpnia uczestniczył w rejsach ćwiczebnych na wodach hawajskich, a 16 października 1942 roku wszedł, jako okręt flagowy 15. Dywizjonu Niszczycieli, w skład Task Force 16 (TF 16) dowodzonego przez admirała Thomasa Kinkaida. Razem z zespołem dołączył do sił amerykańskich w rejonie Wysp Salomona, które od sierpnia toczyły zacięte walki o Guadalcanal.

### Zatopienie
„Porter” wszedł w skład eskorty głównych okrętów TF 16: lotniskowca „Enterprise” i pancernika „South Dakota”. Wraz z nimi popłynął na północ archipelagu, w kierunku wysp Santa Cruz, gdzie 23 października dołączył do nich TF 17, skupiony wokół lotniskowca „Hornet”. 26 października obydwa amerykańskie zespoły wzięły udział w bitwie powietrzno-morskiej z siłami japońskimi, znanej jako bitwa koło wysp Santa Cruz. „Porter” pełnił funkcję bezpośredniej osłony „Enterprise”. Tuż przed godziną 10.00 rano jego dowódca, komandor podporucznik David G. Roberts, otrzymał rozkaz podjęcia z wody lotników z uszkodzonego samolotu torpedowego Grumman Avenger, który wodował w pobliżu lotniskowca. „Porter” zastopował i zabrał na pokład pływającą w gumowej tratwie załogę porucznika pilota Richarda Battena. W czasie akcji ratowniczej pilot jednego z krążących nad zespołem myśliwców Grumman Wildcat, porucznik Albert D. Pollock, zauważył ślad torpedy płynącej w kierunku burty niszczyciela i próbował ostrzelać ją z broni pokładowej, niestety bezskutecznie. Torpeda trafiła w kotłownię nieruchomego okrętu, zabijając na miejscu 11 członków załogi i śmiertelnie raniąc dalszych czterech. „Porter” utrzymywał się na powierzchni morza, dlatego dowódca nie wydał rozkazu opuszczenia jednostki. Dla asysty pozostawał w pobliżu niszczyciel „Shaw”. Jednak w godzinę później admirał Kinkaid, nie chcąc narażać życia załóg obydwu jednostek, wydał rozkaz zatopienia „Portera”. Po przejęciu załogi i uratowanych lotników „Shaw” zatopił uszkodzony okręt ogniem artyleryjskim (dwie wystrzelone torpedy z zapalnikami magnetycznymi nie eksplodowały).
Przez kolejne lata utrzymywał się pogląd, że torpeda, której trafienie doprowadziło do zatopienia „Portera”, została wystrzelona przez japoński okręt podwodny, który znalazł się na drodze TF 16. Historycy wskazywali na I-21. Jednak udostępnione po zakończeniu wojny rejestry w archiwach japońskich nie przyniosły potwierdzenia tej wersji. I-21 ani żaden inny japoński okręt podwodny nie przebywał wtedy na tym akwenie. W 1990 roku ukazała się książka amerykańskiego historyka Richarda B. Franka Guadalcanal: The Definitive Account of the Landmark Battle, w której przywołuje on teorię wysuniętą zaraz po bitwie przez dowódcę „Portera” i uratowanego pilota Avengera, że za zatonięcie niszczyciela odpowiedzialna jest torpeda z amerykańskiego samolotu torpedowego, która uwolniła się z zaczepów przy wodowaniu i mając zablokowany ster wykonała dwa pełne okrążenia, po czym uderzyła prosto w burtę okrętu. Teza o trafieniu „Portera” przez amerykańską torpedę Mark 13 z rozbitego Avengera, budzi jednak wątpliwości, gdyż wkrótce po trafieniu niszczyciela, inny amerykański niszczyciel USS „Shaw” (DD-373) zbliżał się w jego kierunku, aby przykryć go ogniem przeciwlotniczym, za pomocą swojego sonaru uzyskał jednak kontakt podwodny, i przed jego utratą bezskutecznie poszukiwał wrogiego okrętu podwodnego.
Ostatecznie USS „Shaw” dokonał coup de grâce, za pomocą torpedy oraz ostrzału artyleryjskiego zatapiając „Portera”. USS „Porter” (DD-356) został oficjalnie skreślony z listy okrętów US Navy 2 listopada 1942 roku. W trakcie służby został wyróżniony jednym odznaczeniem bitewnym (battle star).